# Porsche Carrera Cup Deutschland 2019
Der Porsche Carrera Cup Deutschland 2019 war die 30. Saison des Porsche Carrera Cup Deutschland. Der erste Lauf am 4. Mai 2019 fand auf dem Hockenheimring statt. Das Saisonfinale am 29. September wurde auf dem Sachsenring gefahren.
Insgesamt wurden in dieser Saison 16 Läufe an acht Wochenenden in Deutschland, Tschechien, Österreich und in den Niederlanden ausgetragen. Die Rennen wurden zusammen im Rahmenprogramm mit der DTM und der ADAC GT Masters durchgeführt. Es wurden an den Rennwochenenden jeweils zwei Läufe gefahren.
Der Franzose Julien Andlauer gewann mit 262,5 Punkten den Fahrertitel. Die Teamwertung gewann BWT Lechner Racing.
Den Fahrertitel für Amateure gewann der Luxemburger Carlos Rivas mit 289 Punkten. Die Rookie-Wertung gewann der Neuseeländer Jaxon Evans mit 307 Punkten.

## Starterfeld
Folgende Fahrer und Gastfahrer sind in der Saison gestartet:
| Nr. | Fahrer                   | Team                               | Wertung | Rennwochenende |
| --- | ------------------------ | ---------------------------------- | ------- | -------------- |
| 1   | Michael Ammermüller      | BWT Lechner Racing                 | A       | alle           |
| 2   | Julien Andlauer          | BWT Lechner Racing                 | A       | alle           |
| 3   | Dylan Pereira            | Lechner Racing Team                | A       | alle           |
| 4   | Sören Spreng             | BLACK FALCON Team Textar           | B       | 1, 2           |
| 4   | Philipp Sager            | BLACK FALCON Team Textar           | B       | 3              |
| 4   | Rudy van Buren           | BLACK FALCON Team Textar           | A       | 5, 6           |
| 5   | David Kolkmann           | BLACK FALCON                       | A       | alle           |
| 6   | Carlos Rivas             | BLACK FALCON Team Textar           | B       | alle           |
| 7   | Georgi Donchev           | Huber Racing                       | B       | alle           |
| 8   | Gustav Malja             | FÖRCH Racing                       | A       | alle           |
| 9   | Jaap van Lagen           | FÖRCH Racing                       | A       | alle           |
| 10  | Matthias Jeserich        | Team CARTECH Motorsport by Nigrin  | B       | alle           |
| 12  | Jörn Schmidt-Staade      | Team Allied-Racing                 | B       | 7              |
| 13  | Larry ten Voorde         | Overdrive Racing by Huber          | A       | alle           |
| 14  | Toni Wolf                | Car Collection Motorsport          | A       | alle           |
| 15  | Berkay Besler            | Car Collection Motorsport          | A R     | alle           |
| 17  | Lukas Ertl               | QA Systems by Kurt Ecke Motorsport | A       | alle           |
| 19  | Saul Hack                | Lechner Racing Team                | A       | 3              |
| 20  | Henric Skoog             | Overdrive Racing by Huber          | A       | alle           |
| 22  | Nicolas Schöll           | Team Allied-Racing                 | A R     | 1, 3–8         |
| 23  | Louis Henkefend          | Team Allied-Racing                 | A R     | 1–6, 8         |
| 27  | Jean-Baptiste Simmenauer | Lechner Racing Team                | A       | alle           |
| 33  | Stefan Rehkopf           | Huber Racing                       | B       | alle           |
| 37  | Igor Waliłko             | Overdrive Racing by Huber          | A       | alle           |
| 44  | Sandro Kaibach           | MSG/HRT Motorsport (DEU)           | A       | alle           |
| 50  | Tim Zimmermann           | BLACK FALCON                       | A       | alle           |
| 66  | Andreas Sczepansky       | QA Systems by Kurt Ecke Motorsport | B       | alle           |
| 67  | Sebastian Daum           | Team CARTECH Motorsport by Nigrin  | A R     | 1–4            |
| 67  | Christian Voigtländer    | Team CARTECH Motorsport by Nigrin  | B       | 5              |
| 67  | Joey Mawson              | Team CARTECH Motorsport by Nigrin  | A       | 6, 7           |
| 67  | Laurin Heinrich          | Team CARTECH Motorsport by Nigrin  | A R     | 8              |
| 77  | Leon Köhler              | MSG/HRT Motorsport (AUT)           | A R     | 1–5, 7, 8      |
| 80  | Khalid Al Wahaibi        | Lechner Racing Team                | A       | –              |
| 87  | Richard Wagner           | Huber Racing                       | A       | alle           |
| 88  | Reece Barr               | FÖRCH Racing                       | A R     | alle           |
| 92  | Luca Rettenbacher        | MSG/HRT Motorsport (AUT)           | A       | alle           |
| 93  | Jaxon Evans              | Team Project 1 - JBR               | A R     | alle           |
| 94  | Jannes Fittje            | Team Project 1 - JBR               | A R     | alle           |
| 99  | Alex Arkin Arka          | MSG/HRT Motorsport (DEU)           | A R     | alle           |

| Symbol | Fahrer-Wertung  |
| ------ | --------------- |
| A      | Gesamtwertung   |
| B      | Amateur (ProAm) |
| R      | Rookie          |

      Gaststarter

## Rennkalender und Ergebnisse
| Runde | Runde  | Rennstrecke    | Datum         | Pole-Position       | Schnellste Runde    | Sieger              | Zweiter             | Dritter             |
| ----- | ------ | -------------- | ------------- | ------------------- | ------------------- | ------------------- | ------------------- | ------------------- |
| 1     | Lauf 1 | Hockenheimring | 4. Mai        | Larry ten Voorde    | Dylan Pereira       | Larry ten Voorde    | Henric Skoog        | Berkay Besler       |
| 1     | Lauf 2 | Hockenheimring | 5. Mai        | Larry ten Voorde    | Larry ten Voorde    | Larry ten Voorde    | Jaap van Lagen      | Jaxon Evans         |
| 2     | Lauf 1 | Most           | 18. Mai       | Michael Ammermüller | Michael Ammermüller | Larry ten Voorde    | Julien Andlauer     | Michael Ammermüller |
| 2     | Lauf 2 | Most           | 19. Mai       | Michael Ammermüller | Dylan Pereira       | Michael Ammermüller | Larry ten Voorde    | Dylan Pereira       |
| 3     | Lauf 1 | Red Bull Ring  | 8. Juni       | Larry ten Voorde    | Julien Andlauer     | Larry ten Voorde    | Dylan Pereira       | Luca Rettenbacher   |
| 3     | Lauf 2 | Red Bull Ring  | 9. Juni       | Michael Ammermüller | Julien Andlauer     | Julien Andlauer     | Michael Ammermüller | Dylan Pereira       |
| 4     | Lauf 1 | Norisring      | 6. Juli       | Larry ten Voorde    | Julien Andlauer     | Julien Andlauer     | Michael Ammermüller | Jaxon Evans         |
| 4     | Lauf 2 | Norisring      | 7. Juli       | Henric Skoog        | Julien Andlauer     | Michael Ammermüller | Julien Andlauer     | Jaap van Lagen      |
| 5     | Lauf 1 | Zandvoort      | 10. August    | Michael Ammermüller | Michael Ammermüller | Michael Ammermüller | Julien Andlauer     | Dylan Pereira       |
| 5     | Lauf 2 | Zandvoort      | 11. August    | Michael Ammermüller | Larry ten Voorde    | Michael Ammermüller | Jaap van Lagen      | Dylan Pereira       |
| 6     | Lauf 1 | Nürburgring    | 17. August    | Julien Andlauer     | Dylan Pereira       | Julien Andlauer     | Dylan Pereira       | Michael Ammermüller |
| 6     | Lauf 2 | Nürburgring    | 18. August    | Julien Andlauer     | Julien Andlauer     | Julien Andlauer     | Michael Ammermüller | Dylan Pereira       |
| 7     | Lauf 1 | Hockenheimring | 14. September | Michael Ammermüller | Michael Ammermüller | Michael Ammermüller | Julien Andlauer     | Dylan Pereira       |
| 7     | Lauf 2 | Hockenheimring | 15. September | Jaxon Evans         | Jaxon Evans         | Julien Andlauer     | Jaxon Evans         | Michael Ammermüller |
| 8     | Lauf 1 | Sachsenring    | 28. September | Larry ten Voorde    | Michael Ammermüller | Michael Ammermüller | Larry ten Voorde    | Dylan Pereira       |
| 8     | Lauf 2 | Sachsenring    | 29. September | Michael Ammermüller | Igor Waliłko        | Larry ten Voorde    | Michael Ammermüller | Igor Waliłko        |

## Meisterschaftsergebnisse

### Punktesystem
Punkte wurden an die ersten 15 klassifizierten Fahrer in folgender Anzahl vergeben. Die Punkte von den Gaststartern und Startern mit weniger als sieben Rennteilnahmen wurden am Saisonende gestrichen, daher können gleiche Positionen unterschiedliche Punktwertungen aufweisen:
| Platz  | 1. | 2. | 3. | 4. | 5. | 6. | 7. | 8. | 9. | 10. | 11. | 12. | 13. | 14. | 15. |
| Punkte | 20 | 18 | 16 | 14 | 12 | 10 | 9  | 8  | 7  | 6   | 5   | 4   | 3   | 2   | 1   |

### Gesamt-Fahrerwertung
Insgesamt kamen 26 Fahrer in die Punktewertung.
| Platz                                                                         | Fahrer                   | HOC1 | HOC1 | MOS | MOS | RBR | RBR | NOR | NOR | ZAN | ZAN | NÜR | NÜR | HOC2 | HOC2 | SAC | SAC | Punkte |
| ----------------------------------------------------------------------------- | ------------------------ | ---- | ---- | --- | --- | --- | --- | --- | --- | --- | --- | --- | --- | ---- | ---- | --- | --- | ------ |
| 1                                                                             | Julien Andlauer          | 10   | 5    | 2   | 4   | 7   | 1   | 1   | 2   | 2   | 6   | 1   | 1   | 2    | 1    | 4   | 9   | 262,5  |
| 2                                                                             | Michael Ammermüller      | 9    | DNF  | 3   | 1   | DNF | 2   | 2   | 1   | 1   | 1   | 3   | 2   | 1    | 3    | 1   | 2   | 260    |
| 3                                                                             | Larry ten Voorde         | 1    | 1    | 1   | 2   | 1   | 4   | DNF | DNF | 5   | 26  | 9   | 4   | 5    | 6    | 2   | 1   | 220    |
| 4                                                                             | Dylan Pereira            | 17   | 8    | 5   | 3   | 2   | 3   | 11  | 17  | 3   | 3   | 2   | 3   | 3    | 5    | 3   | 6   | 181    |
| 5                                                                             | Jaap van Lagen           | DSQ  | 2    | 7   | 5   | 23  | 10  | 9   | 3   | 12  | 2   | 5   | 6   | 4    | 4    | 7   | 8   | 141,5  |
| 6                                                                             | Jaxon Evans              | DSQ  | 3    | 4   | 6   | 11  | DNF | 3   | 4   | 13  | 8   | 11  | 11  | 6    | 2    | 5   | 4   | 139    |
| 7                                                                             | Henric Skoog             | 2    | 9    | DNF | 8   | 5   | 8   | 5   | DNF | 19  | 19  | 10  | 5   | 8    | DNF  | 9   | 7   | 102    |
| 8                                                                             | Igor Waliłko             | 18   | 4    | 6   | 7   | 8   | 7   | 8   | DNF | 16  | 4   | DNF | 8   | 10   | DNF  | 6   | 3   | 99     |
| 9                                                                             | Luca Rettenbacher        | 6    | 6    | 18  | 11  | 3   | 6   | 7   | 6   | 4   | 7   | DNF | DNF | DNF  | 16   | 13  | 13  | 92     |
| 10                                                                            | David Kolkmann           | DNF  | 11   | 8   | 9   | 12  | 11  | 10  | 5   | 7   | 10  | 7   | 12  | 18   | 11   | 20  | 5   | 83,5   |
| 11                                                                            | Toni Wolf                | 8    | 10   | 26  | 13  | 6   | 9   | DNF | 15  | DSQ | 13  | 4   | 10  | 7    | 8    | 11  | 10  | 82     |
| 12                                                                            | Tim Zimmermann           | 4    | DNS  | 11  | 10  | DNF |     | 17  | 12  | 8   | 12  | 12  | 13  | 9    | 22   | 8   | 11  | 62     |
| 13                                                                            | Leon Köhler              | DNF  | DNF  | 15  | 14  | 4   | 5   | 6   | DSQ | 6   | DSQ |     |     | 13   | 7    | 15  | 19  | 60     |
| 14                                                                            | Gustav Malja             | 5    | 22   | 12  | 12  | 9   | DNF | DNF | 13  | 17  | 15  | 13  | 9   | 11   | 9    | 17  | 16  | 50,5   |
| 15                                                                            | Jean-Baptiste Simmenauer | DNF  | DNF  | 10  | 20  | DNF |     | 4   | 7   | 28  | 5   | 8   | 18  | 19   | DNF  | 16  | 17  | 42,5   |
| 16                                                                            | Berkay Besler            | 3    | 7    | DNF | 18  | 15  | 12  | 12  | DNF | 14  | 9   | 16  | 14  | DNF  | DNF  | 22  | 18  | 41,5   |
| 17                                                                            | Sandro Kaibach           | 7    | 13   | 14  | 15  | 22  | 24  | 18  | 8   | 10  | DNF | 15  | 17  | 17   | 19   | 19  | 15  | 31,5   |
| 18                                                                            | Jannes Fittje            | DNS  | DNF  | 9   | DNF | 17  | 26  | 14  | 14  | 11  | 14  | 14  | 15  | DNF  |      | 10  | 12  | 30     |
| 19                                                                            | Nicolas Schöll           | 11   | 17   |     |     | 16  | 13  | DNF | 9   | 15  | 16  | 23  | DNF | 12   | 12   | 18  | 24  | 24     |
| 20                                                                            | Louis Henkefend          | 12   | 14   | DNF |     | 18  | 15  | 15  | 10  | 18  | 18  | 24  | 19  |      |      | 25  | 21  | 14     |
| 21                                                                            | Lukas Ertl               | 20   | 12   | 22  | 17  | DNF | DNF | 20  | 16  | 22  | 20  | DNF | DSQ | 24   | 10   | 14  | 20  | 13     |
| 22                                                                            | Richard Wagner           | DNF  | 19   | 27  | 21  | 13  | 16  | 13  | 11  | 21  | 28  | DNF | DNF | 15   | 15   | 23  | DNF | 13     |
| 23                                                                            | Reece Barr               | 15   | 15   | 13  | 24  | DNF | 18  | DNF | 19  | 24  | 17  | 17  | 16  | 14   | 13   | 24  | 23  | 10     |
| 24                                                                            | Carlos Rivas             | 14   | 20   | 17  | 16  | 24  | 14  | 21  | 22  | 20  | 27  | 22  | DNF | 20   | 14   | 21  | 22  | 6      |
| 25                                                                            | Stefan Rehkopf           | 13   | 16   | 20  | DNF | 25  | 19  | 16  | 23  | 23  | 21  | 18  | 20  | DNF  | 17   | 26  | 25  | 3      |
| 26                                                                            | Alex Arkin Arka          | 21   | DNS  | 23  | 19  | 14  | 25  | DNF | 20  | DNF | 22  | DNF | 22  | 16   | 21   | DNF | 29  | 2      |
| 27                                                                            | Matthias Jeserich        | 19   | DNF  | 19  | DNF | 20  | 23  | DNF | 18  | 26  | 23  | 19  | 23  | 22   | DNF  | 28  | 27  | 0      |
| 27                                                                            | Andreas Sczepansky       | 23   | 23   | 25  | 23  | DNF | 22  | 22  | 21  | 25  | 24  | 21  | 24  | 23   | 20   | 29  | 26  | 0      |
| 27                                                                            | Georgi Donchev           | 22   | DSQ  | 21  | 22  | 21  | 21  | 19  | DNF | DNF | DSQ | 20  | 20  | 21   | DNF  | 27  | 28  | 0      |
| Fahrer mit weniger als sieben Rennteilnahmen ohne Meisterschaftspunktewertung |                          |      |      |     |     |     |     |     |     |     |     |     |     |      |      |     |     |        |
| 27                                                                            | Sebastian Daum           | 16   | 18   | 16  | DNF | 10  | 17  | 23  | DNF |     |     |     |     |      |      |     |     | 0      |
| 27                                                                            | Sören Spreng             | 24   | 21   | 24  | DNF |     |     |     |     |     |     |     |     |      |      |     |     | 0      |
| 27                                                                            | Philipp Sager            |      |      |     |     | 19  | 20  |     |     |     |     |     |     |      |      |     |     | 0      |
| 27                                                                            | Rudy van Buren           |      |      |     |     |     |     |     |     | 9   | 11  | DNF |     |      |      |     |     | 0      |
| 27                                                                            | Christian Voigtländer    |      |      |     |     |     |     |     |     | 27  | 25  |     |     |      |      |     |     | 0      |
| 27                                                                            | Joey Mawson              |      |      |     |     |     |     |     |     |     |     | 6   | 7   | DNF  | 23   |     |     | 0      |
| 27                                                                            | Laurin Heinrich          |      |      |     |     |     |     |     |     |     |     |     |     |      |      | 12  | 14  | 0      |
| Gastfahrer ohne Meisterschaftspunktewertung                                   |                          |      |      |     |     |     |     |     |     |     |     |     |     |      |      |     |     |        |
|                                                                               | Saul Hack                |      |      |     |     | DNF |     |     |     |     |     |     |     |      |      |     |     | 0      |
| Platz                                                                         | Fahrer                   | HOC1 | HOC1 | MOS | MOS | RBR | RBR | NOR | NOR | ZAN | ZAN | NÜR | NÜR | HOC2 | HOC2 | SAC | SAC | Punkte |

| Legende  | Legende            | Legende                                                          |
| Farbe    | Abkürzung          | Bedeutung                                                        |
| -------- | ------------------ | ---------------------------------------------------------------- |
| Gold     | –                  | Sieg                                                             |
| Silber   | –                  | 2. Platz                                                         |
| Bronze   | –                  | 3. Platz                                                         |
| Grün     | –                  | Platzierung in den Punkten                                       |
| Blau     | –                  | Klassifiziert außerhalb der Punkteränge                          |
| Violett  | DNF                | Rennen nicht beendet (did not finish)                            |
| Violett  | NC                 | nicht klassifiziert (not classified)                             |
| Rot      | DNQ                | nicht qualifiziert (did not qualify)                             |
| Rot      | DNPQ               | in Vorqualifikation gescheitert (did not pre-qualify)            |
| Schwarz  | DSQ                | disqualifiziert (disqualified)                                   |
| Weiß     | DNS                | nicht am Start (did not start)                                   |
| Weiß     | WD                 | zurückgezogen (withdrawn)                                        |
| Hellblau | PO                 | nur am Training teilgenommen (practiced only)                    |
| Hellblau | TD                 | Freitags-Testfahrer (test driver)                                |
| ohne     | DNP                | nicht am Training teilgenommen (did not practice)                |
| ohne     | INJ                | verletzt oder krank (injured)                                    |
| ohne     | EX                 | ausgeschlossen (excluded)                                        |
| ohne     | DNA                | nicht erschienen (did not arrive)                                |
| ohne     | C                  | Rennen abgesagt (cancelled)                                      |
| ohne     | keine WM-Teilnahme |                                                                  |
| sonstige | P/fett             | Pole-Position                                                    |
| sonstige | 1/2/3/4/5/6/7/8    | Punktplatzierung im Sprint-/Qualifikationsrennen                 |
| sonstige | SR/kursiv          | Schnellste Rennrunde                                             |
| sonstige | *                  | nicht im Ziel, aufgrund der zurückgelegten Distanz aber gewertet |
| sonstige | ()                 | Streichresultate                                                 |
| sonstige | unterstrichen      | Führender in der Gesamtwertung                                   |

### Teamwertung
Es kamen 14 Teams in die Punktewertung.
| Platz | Team                               | HOC1 | HOC1 | MOS | MOS  | RBR | RBR | NOR | NOR | ZAN | ZAN  | NÜR | NÜR | HOC2 | HOC2 | SAC | SAC | Punkte |
| ----- | ---------------------------------- | ---- | ---- | --- | ---- | --- | --- | --- | --- | --- | ---- | --- | --- | ---- | ---- | --- | --- | ------ |
| 1     | BWT Lechner Racing                 | 13   | 11   | 36  | 19   | 9   | 45  | 45  | 45  | 45  | 17,5 | 41  | 45  | 45   | 41   | 38  | 27  | 522,5  |
| 2     | Overdrive Racing by Huber          | 45   | 38   | 35  | 14,5 | 36  | 22  | 19  | 0   | 11  | 6,5  | 13  | 24  | 19   | 10   | 30  | 41  | 364    |
| 3     | Lechner Racing Team                | 0    | 8    | 17  | 8    | 20  | 16  | 18  | 9   | 16  | 13,5 | 28  | 16  | 16   | 11   | 17  | 10  | 223,5  |
| 4     | FÖRCH Racing                       | 12   | 21   | 13  | 7,5  | 7   | 6   | 7   | 19  | 4   | 10,5 | 14  | 17  | 18   | 20   | 9   | 9   | 195    |
| 5     | Team Project 1 - JBR               | 0    | 16   | 20  | 5    | 5   | 0   | 18  | 15  | 8   | 5    | 7   | 6   | 10   | 20   | 17  | 17  | 169    |
| 6     | MSG/HRT Motorsport (AUT)           | 10   | 10   | 1   | 3,5  | 29  | 21  | 19  | 10  | 23  | 4,5  | 0   | 0   | 3    | 9    | 4   | 3   | 150    |
| 7     | BLACK FALCON                       | 13   | 5    | 13  | 6,5  | 4   | 5   | 6   | 15  | 17  | 5    | 13  | 7   | 7    | 5    | 8   | 16  | 145,5  |
| 8     | Car Collection Motorsport          | 24   | 15   | 0   | 1,5  | 11  | 11  | 4   | 1   | 2   | 5    | 13  | 8   | 9    | 8    | 5   | 6   | 123,5  |
| 9     | Team Allied-Racing                 | 9    | 2    | 0   | 0    | 0   | 4   | 1   | 13  | 1   | 0    | 0   | 0   | 4    | 4    | 0   | 0   | 38     |
| 10    | MSG/HRT Motorsport (DEU)           | 9    | 3    | 2   | 0,5  | 2   | 0   | 0   | 8   | 6   | 0    | 1   | 0   | 0    | 0    | 2   | 2   | 35,5   |
| 11    | Team CARTECH Motorsport by Nigrin  | 0    | 0    | 0   | 0    | 6   | 0   | 0   | 0   | 0   | 0    | 10  | 9   | 0    | 0    | 0   | 0   | 25     |
| 12    | BLACK FALCON Team Textar           | 2    | 0    | 0   | 0    | 0   | 2   | 0   | 0   | 7   | 3,5  | 0   | 0   | 0    | 2    | 0   | 0   | 16,5   |
| 13    | Huber Racing                       | 3    | 0    | 0   | 0    | 3   | 0   | 3   | 5   | 0   | 0    | 0   | 0   | 1    | 1    | 0   | 0   | 16     |
| 14    | QA Systems by Kurt Ecke Motorsport | 0    | 4    | 0   | 0    | 0   | 0   | 0   | 0   | 0   | 0    | 0   | 0   | 0    | 6    | 3   | 0   | 13     |

### Amateur-Fahrerwertung
Insgesamt kamen 5 Fahrer in die Amateur-Punktewertung.
| Platz                                                                         | Fahrer                | HOC1 | HOC1 | MOS | MOS | RBR | RBR | NOR | NOR | ZAN | ZAN | NÜR | NÜR | HOC2 | HOC2 | SAC | SAC | Punkte |
| ----------------------------------------------------------------------------- | --------------------- | ---- | ---- | --- | --- | --- | --- | --- | --- | --- | --- | --- | --- | ---- | ---- | --- | --- | ------ |
| 1                                                                             | Carlos Rivas          | 14   | 20   | 17  | 16  | 24  | 14  | 21  | 22  | 20  | 27  | 22  | DNF | 20   | 14   | 21  | 22  | 289    |
| 2                                                                             | Stefan Rehkopf        | 13   | 16   | 20  | DNF | 25  | 19  | 16  | 23  | 23  | 21  | 18  | 20  | DNF  | 17   | 26  | 25  | 277,5  |
| 3                                                                             | Matthias Jeserich     | 19   | DNF  | 19  | DNF | 20  | 23  | DNF | 18  | 26  | 23  | 19  | 23  | 22   | DNF  | 28  | 27  | 192    |
| 4                                                                             | Andreas Sczepansky    | 23   | 23   | 25  | 23  | DNF | 22  | 22  | 21  | 25  | 24  | 21  | 24  | 23   | 20   | 29  | 26  | 192    |
| 5                                                                             | Georgi Donchev        | 22   | DSQ  | 21  | 22  | 21  | 21  | 19  | DNF | DNF | DSQ | 20  | 20  | 21   | DNF  | 27  | 28  | 168    |
| Fahrer mit weniger als sieben Rennteilnahmen ohne Meisterschaftspunktewertung |                       |      |      |     |     |     |     |     |     |     |     |     |     |      |      |     |     |        |
| 6                                                                             | Sören Spreng          | 24   | 21   | 24  | DNF |     |     |     |     |     |     |     |     |      |      |     |     | 0      |
| 6                                                                             | Philipp Sager         |      |      |     |     | 19  | 20  |     |     |     |     |     |     |      |      |     |     | 0      |
| 6                                                                             | Christian Voigtländer |      |      |     |     |     |     |     |     | 27  | 25  |     |     |      |      |     |     | 0      |
| Gastfahrer ohne Meisterschaftspunktewertung                                   |                       |      |      |     |     |     |     |     |     |     |     |     |     |      |      |     |     |        |
|                                                                               | Jörn Schmidt-Staade   |      |      |     |     |     |     |     |     |     |     |     |     | DNF  | 18   |     |     | 0      |